# Festung Sisak
Die Festung Sisak [Sissak] (kroatisch Tvrđava Sisak oder Stari grad Sisak) ist eine in der zentralkroatischen Stadt Sisak gelegene Flachlandfestung. Sie befindet sich an der Einmündung der Kupa in die Save und ist daher teilweise auf natürliche Weise durch Wasser geschützt. Die im Grundriss dreieckige Festung wurde im 16. Jahrhundert gebaut und ist bis zum heutigen Tag gut erhalten. An jeder Ecke befinden sich große runde Türme mit spitzerem Dach, die durch geraden, mehr als 30 Meter langen Mauern verbunden sind. Die Festung wurde berühmt nach den glanzvollen Sieg des habsburgischen Heeres über die übermächtigen türkischen Armee in der Schlacht bei Sisak die am 22. Juni 1593 stattfand. Heute beherbergt die Festung das Stadtmuseum Sisak.

## Geschichtlicher Überblick
Die Festung wurde wegen der drohenden türkischen Eroberungen zum Schutz kroatischer Gebiete erbaut, und zwar zwischen 1544 und 1550. Die Bauarbeiten wurden vom Bischof von Zagreb bzw. zagreber Kaptol bestellt, da dieses Gebiet der katholischen Kirche gehörte. Die Maurermeister wurden durch Petar (Pietro) de Mediolanus aus Mailand angeleitet (director muratorum). Die Gesamtkosten zur Errichtung der Festung betrugen mehr als 3.300 Florin (Forint).
Als Hassan Pascha Predojević 1591 Herrscher des Paschaluks Bosnien wurde, unternahm er einige Angriffe auf die Festung. Während seines letzten Angriffs, der am 22. Juni 1593 stattfand, verlor Predojević das Leben und seine Armee die Schlacht. Die Festung wurde aber beschädigt und musste wieder in Stand gesetzt werden.
Nach der Lockerung des osmanischen Drucks im 17. Jahrhundert wechselte die Festung mehrfach den Besitzer. Von Zeit zu Zeit wurde sie umgebaut, ihre Hauptstrukturen blieben aber erhalten. Während des Zweiten Weltkriegs wurde sie durch Granattreffer beschädigt, wobei besonders der Westturm teilweise zerstört wurde.
1951 wurde das Stadtmuseum Sisak gegründet und in die Festung verlegt. Es beherbergt unter anderem Sammlungen zur Archäologie, Völkerkunde, Kulturgeschichte, und Münzkunde.

## Fotos

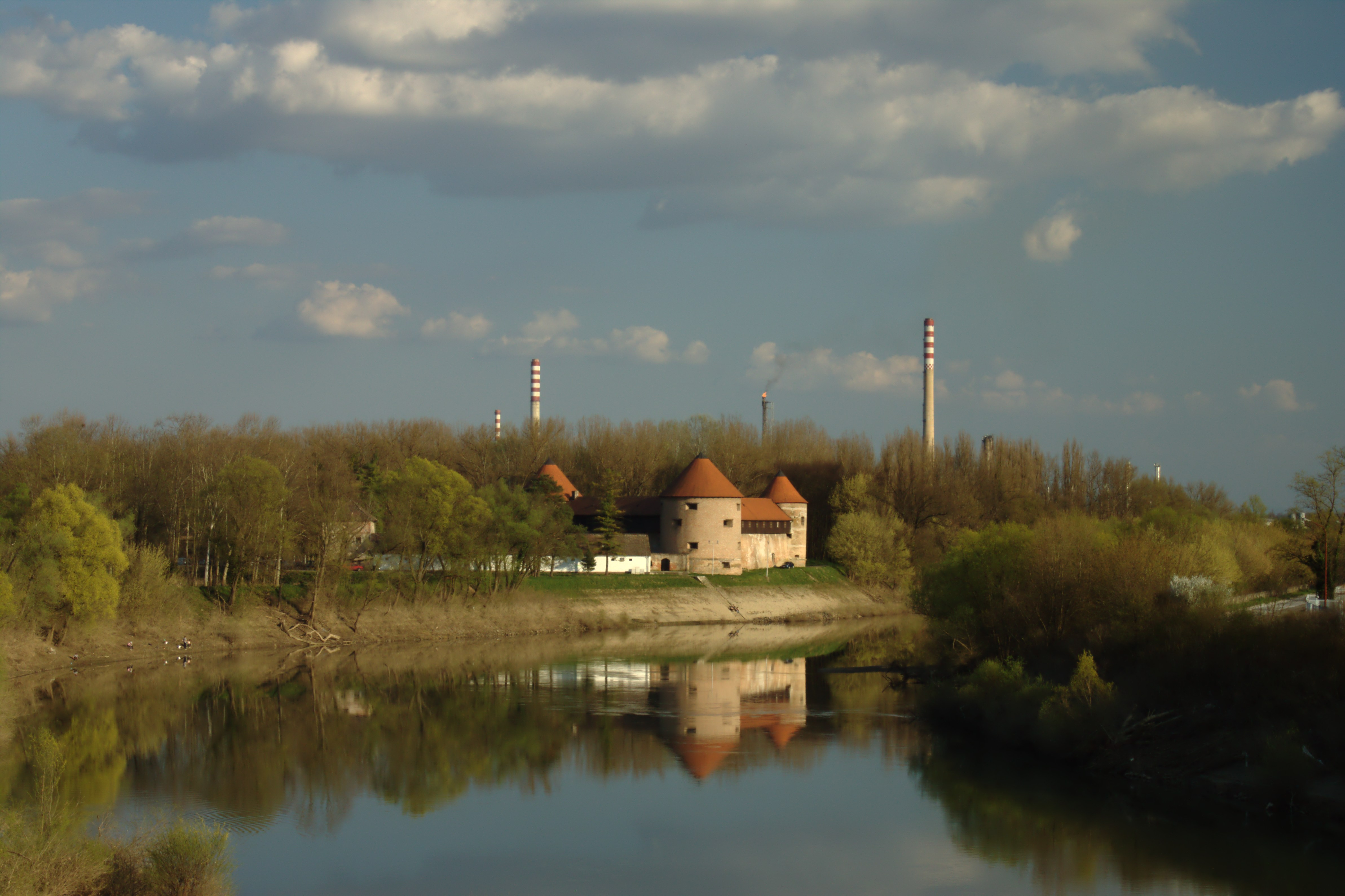
Blick vom Fluss Kupa
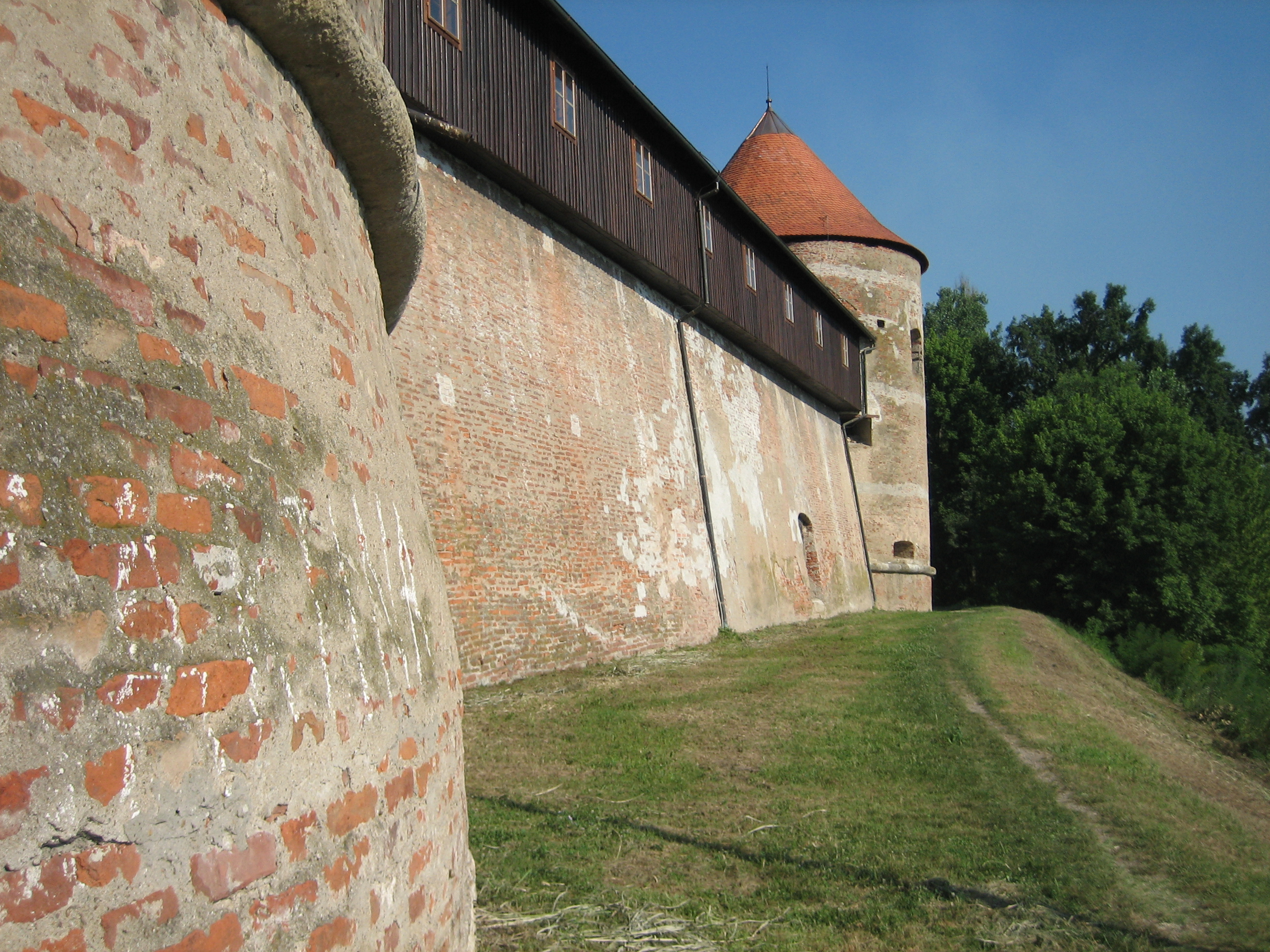
Für die Mauern wurden Ziegel verwendet
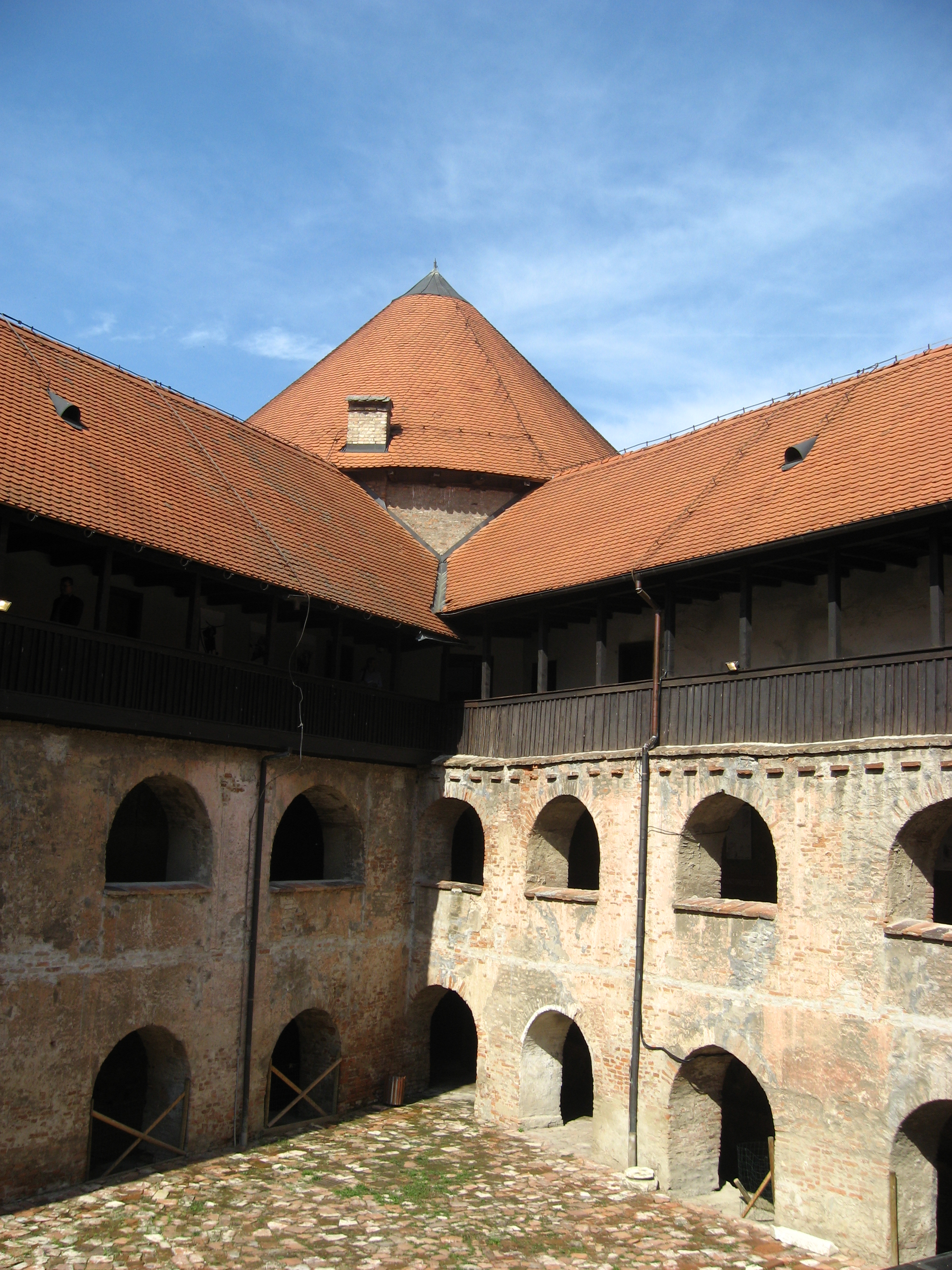
Innenhof